# اولیویه مونسله
اولیویه مونسله (فرانسوی: Olivier Moncelet‎؛ زادهٔ ۵ دسامبر ۱۹۷۰) قایقران روئینگ اهل فرانسه است.